# 時空転抄ナスカ
『時空転抄ナスカ』（じくうてんしょうナスカ）は、テレビ東京系にて1998年4月6日から6月29日まで全12話が放送された日本のテレビアニメ作品。

## あらすじ
鷹の台高校、剣道部所属の男子高校生・三浦恭資は、顧問の師匠・舘正成の試合観戦に行くが、決勝戦の相手を前に、舘は、その試合で彼の前世・古代インカの戦士ヤワルとして覚醒。様子がおかしくなったかと思いきや、抜き胴で相手を倒すも、インカの超エネルギー"イリャ・テッセ"の発動によって大ダメージを与えてしまった。肋骨骨折の負傷に追い込んだとして問題になり、全国大会進出出場を辞退後、行方不明となった。恭資は、舘の婚約者・桐竹由花と共に、舘を捜しにペルーへと旅に出る。

## メインキャラ・声の出演
- 三浦恭資：鈴村健一
- 舘正成：子安武人
- 桐竹由花：林原めぐみ
- 大門宏：上田祐司
- 潮上真理：陶山章央
- 壇琢磨：室園丈裕
- 清野慶太：阪口大助
- 柳原竜子：水野愛日
- 狩矢智：伊藤健太郎
- 浅川麗奈：西村ちなみ
- 三浦美雪：吉田小百合
- 三浦雪之丞：青野武
- アタワルパ：森久保祥太郎
- ワスカル：森川智之

## スタッフ
- 監督 - ときたひろこ
- 企画 - 真木太郎
- キャラクター原案 - 奥田万つ里
- キャラクターデザイン - 佐野浩敏
- キャラクター設定協力 - 松尾慎
- 総作画監督 - 工原しげき
- コンセプトビジュアル - おおのやすゆき
- 3Dオブジェクト - 友杉達也
- CGディレクション - 黒田やすひろ
- デザインワークス - 小川浩
- 美術監督 - 中村光毅
- 色彩設定 - 鈴城るみ子
- 撮影監督 - 横山幸太郎
- 編集 - 三木幸子、渡辺明弘、吉田ちひろ
- 音響監督 - 田中英行
- 音楽 - 斉藤恒芳
- 音楽プロデューサー - 木崎徹
- 音楽協力 - テレビ東京ミュージック
- プロデューサー - 植田もとき、上田耕行
- アニメーション制作 - GENCO、RADIX
- 制作協力 - タツノコプロ
- 製作 - パイオニアLDC、角川書店

## 主題歌
オープニングテーマ「愛のフーガ」
作詞 - 不詳 / 作曲 - J.S.バッハ / 編曲 - 書上奈朋子 / 歌 - エキセントリック・オペラ
エンディングテーマ「コンドルは飛んでいく」
編曲 - 斉藤恒芳 / 演奏 - 葉加瀬太郎 / 歌 - 相良奈美
アンデス民謡。

## 各話リスト
6月1日は放送休止。
| 話数        | サブタイトル                              | 脚本     | 絵コンテ       | 演出         | 作画監督   | 放送日        | 収録VHS |
| ----------- | ----------------------------------------- | -------- | -------------- | ------------ | ---------- | ------------- | ------- |
| EPISODIO-1  | 目覚めし者たち DESPERTAR                  | 伊東恒久 | ときたひろこ   | ときたひろこ | 工原しげき | 1998年 4月6日 | R1      |
| EPISODIO-2  | アンデスの邂逅 ENCUENTRO                  | 伊東恒久 | ときたひろこ   | 黒田やすひろ | 井口忠一   | 4月13日       | R1      |
| EPISODIO-3  | 魂人の蠢動 ACTIVIDAD                      | 伊東恒久 | 工藤進         | 高橋幸雄     | 服部憲知   | 4月20日       | R1      |
| EPISODIO-4  | 涙!そして決別! LAGRIMAS                   | 荒川稔久 | 工藤進         | 工藤進       | 井口忠一   | 4月27日       | R2      |
| EPISODIO-5  | イリャ・テッセ IRRA TEZZE                 | 伊東恒久 | ミズシマセイジ | 高瀬節夫     | 須田正巳   | 5月4日        | R2      |
| EPISODIO-6  | 決戦!虚無の街 I BATALLA DECISIVA!         | 荒川稔久 | まついひとゆき | 真野玲       | 大坪幸麿   | 5月11日       | R2      |
| EPISODIO-7  | 記憶...それぞれの二人 MEMORIA DE CADA UNO | 荒川稔久 | 工藤進         | 工藤進       | 井口忠一   | 5月18日       | R3      |
| EPISODIO-8  | 約束の地・アスカへ LA TIERRA DE PROMISION | 隅沢克之 | 高橋幸雄       | 高橋幸雄     | 奥田万つ里 | 5月25日       | R3      |
| EPISODIO-9  | 闇を追う光 LUZ Y OSCURIDAD                | 荒川稔久 | まついひとゆき | 岡崎幸男     | 種維定     | 6月8日        | R3      |
| EPISODIO-10 | 灯の向こうの明日へ MI PROFESOR            | 荒川稔久 | 工藤進         | 工藤進       | 海老流真夜 | 6月15日       | R4      |
| EPISODIO-11 | 運命の頂に向かって PUNTO MAS SUERTE       | 荒川稔久 | まついひとゆき | 岡崎幸男     | 井口忠一   | 6月22日       | R4      |
| EPISODIO-12 | そして未来のために! I MANANA!             | 荒川稔久 | ときたひろこ   | 工藤進       | 下坂英男   | 6月29日       | R4      |

## 漫画
- 『時空転抄ナスカ』姫川明